# Jean de Sourdis Cacciafronte

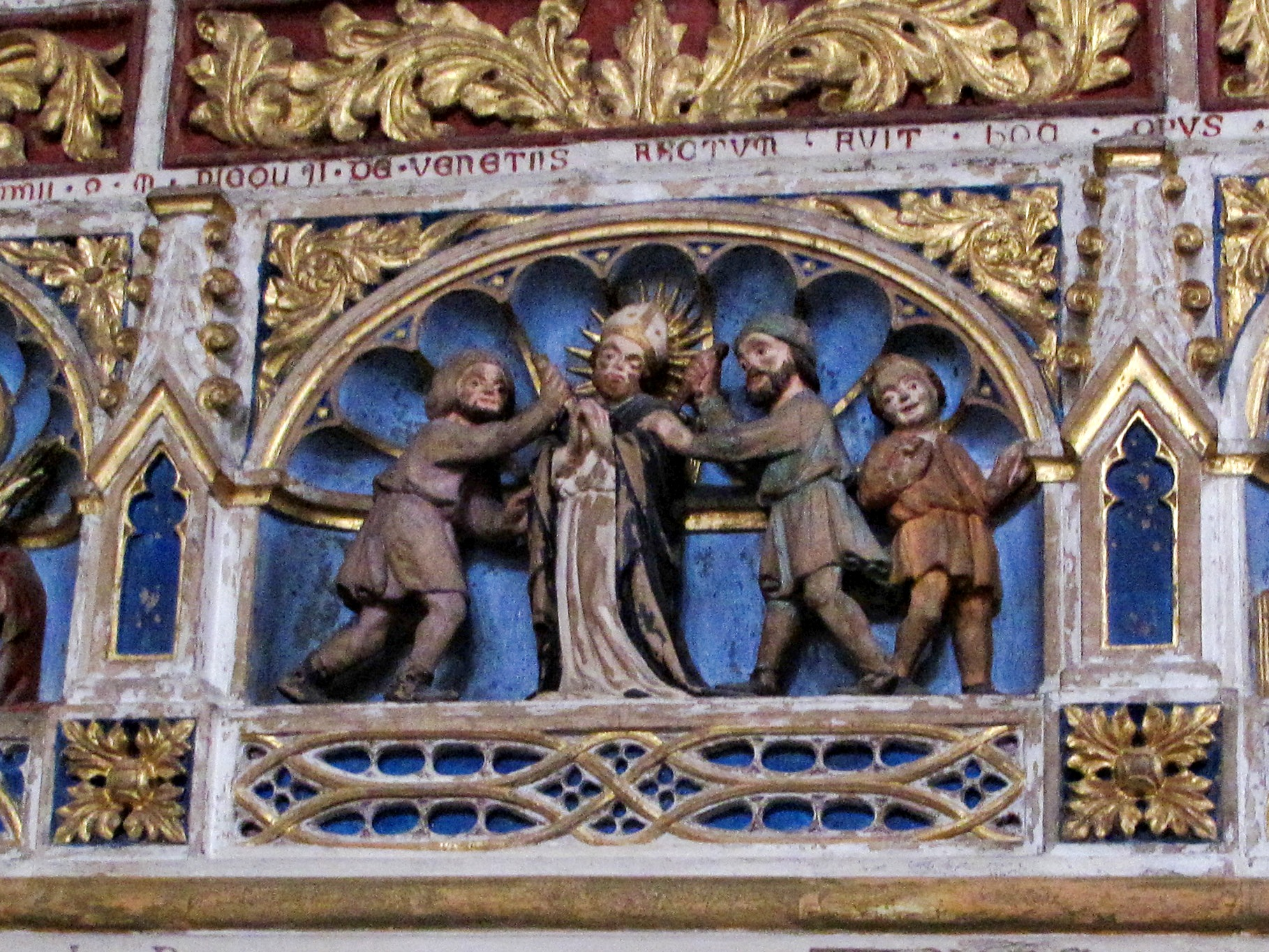
Cathédrale de Vicence - assassinat de l'évêque Jean Cacciafronte, (œuvre d'Antonino fu Nicolò da Venezia, 1448).

Le bienheureux Jean de Sourdis Cacciafronte (1125 - assassiné le 16 mars 1184) est un prêtre bénédictin italien. Il fut évêque de Mantoue de 1174 jusqu'à sa démission en 1177 puis exerça les fonctions d'évêque de Vicence de 1179 à sa mort. Lors du schisme de l’antipape Victor IV, il apporta son appui au pape Alexandre III quoiqu'il l'eût exhorté à fuir sous la pression de Frédéric Barberousse,.
Son procès en béatification fut amorcé en 1222 sous le règne du pape Honorius III et s'acheva le 30 mars 1824 avec la ratification formelle du pape Léon XII, après que celui-ci eut constaté l'authenticité d'un cultus (ou dévotion populaire) local.

## Biographie
Jean de Sourdis est né en 1125 à Crémone, fils des patriciens Evangelista Sordi et Berta Persico. Son père mourut alors qu'il était encore enfant et sa mère se remaria peu après avec un autre aristocrate, Adamo Cacciafronte, qui accorda à son fils adoptif de porter le nom de sa maison et d'ailleurs le traita en tout comme son propre fils.
C'est ainsi qu'il reçut une instruction poussée ; du reste, son désir d'embrasser la carrière ecclésiastique reçut l'approbation entière de sa famille. Cacciafronte entra dans l'ordre de Saint-Benoît en 1141 au monastère de San Lorenzo à Crémone et fut ordonné prêtre avant de venir prieur de San Vittore (annexe de San Lorenzo), puis même abbé de San Lorenzo ; il exerça ces dernières fonctions de 1155 à 1159. Lors du schisme de l’antipape Victor IV (suscité en sous-main par Frédéric Barberousse), l'abbé affirma son soutien indéfectible au pape Alexandre III ; lorsque l’empereur l'apprit, il le fit bannir de son monastère,.
Mais le souverain pontife n'avait pas manqué de remarquer ce prêtre et le nomma évêque de Mantoue, l'ancien évêque Garsendonio ayant épousé la cause de l'antipape ; toutefois son prédécesseur vint faire repentance, réclamant son rétablissement au trône d'évêque de Mantoue. Alors Cacciafronte remit sa démission à Alexandre III et voulut retrouver le monastère, mais le pape en décida autrement : il le nomma évêque de Vicence. Jean de Sourdis raviva le culte de saint Félix et saint Fortuné, et entreprit de faire repaver les rues de la ville. Il combattit les hérétiques Cathares et fonda un grand séminaire en 1184.
Ce fut l'une de ses dernières entreprises. Pour avoir dénoncé les abus d'un certain Pietro de Bologne, fermier du diocèse qui agissait désormais en propriétaire des terres qui lui avaient été confiées, il fut assassiné le 16 mars 1184. Ayant exhorté ce Pietro au repentir, le malfrat lui avait donné un certain rendez-vous qui fut un guet-apens,. Les restes du prélat furent inhumés dans la cathédrale Sainte-Marie de l'Annonciation, et plus tard translatés dans une chapelle de l'édifice en 1441.

## Béatification
Le procès en béatification fut amorcé en 1222 sous le règne du pape Honorius III, à l'instigation du successeur  de l'évêque. Il fut toutefois interrompu et ne reprit qu'en 1647 sous le règne du pape Innocent X, sans toutefois conduire à une conclusion favorable,.
Toutefois le pape Léon XII, constatant l'authenticité d'un cultus (ou dévotion populaire) local, ratifia formellement la béatification le 30 mars 1824.

## Voir également
- Saints SQPN